# Christine Ebersole
Christine Ebersole (ur. 21 lutego 1953 w Chicago) – amerykańska aktorka i wokalistka.